# ميكي دي
ميكائيل كيرياكوس ديلاوغلو (بالإنجليزية: Mikkey Dee)‏(ولد في31 أكتوبر 1963) المعروف باسم ميكي دي، هو موسيقي سويدي، اشتهر بأنه آخر عازف طبل لفرقة الميتال البريطانية موتورهيد من عام 1992 حتى حلها في عام 2015. كما شارك دي مؤقتًا فمع فرقة الميتال الألمانية هيلوين في عام 2003. في سبتمبر 2016، أصبح دي عازف طبول جديد في فرقة الروك الألمانية سكوربينز كعضو دائم.